# 马恩德莱斯赫瓦尔
马恩德莱斯赫瓦尔（Mandleshwar），是印度中央邦West Nimar县的一个城镇。总人口11345（2001年）。

## 人口
该地2001年总人口11345人，其中男性5828人，女性5517人；0—6岁人口1595人，其中男814人，女781人；识字率67.97%，其中男性为76.24%，女性为59.24%。